# Dirk Rassloff
Dirk Jens Rassloff (* 1. August 1973 in Offenbach am Main) ist ein ehemaliger deutscher Basketballspieler.

## Laufbahn
Rassloff wechselte 1991 von EOSC Offenbach zum TV Langen, Wiederaufsteiger in die Basketball-Bundesliga. Dort spielte er unter Trainer Alan Lambert. Im August 1992 nahm er mit der Auswahlmannschaft des Deutschen Basketball Bundes an der Junioren-Europameisterschaft in Ungarn teil und erzielte im Turnierverlauf 4,5 Punkte je Begegnung.
Der 2,06 Meter große Innenspieler ging anschließend in die Vereinigten Staaten. Von 1992 bis 1994 war er Mitglied der Hochschulmannschaft der Fairleigh Dickinson University (US-Bundesstaat New Jersey). In 39 Spielen für Fairleigh Dickinson kam er auf durchschnittlich 1,9 Punkte sowie 1,7 Rebounds je Begegnung. Er wechselte die Hochschule, ging an die California State University, Fullerton. In der Saison 1994/95 setzte Rassloff aus, von 1995 bis Saisonende 1996/97 trug er dann in 53 Partien die Farben der kalifornischen Hochschule. In der Saison 1995/96 erreichte der Deutsche 2,6 Punkte und 2,3 Rebounds pro Spiel, 1996/97 dann 2,5 Punkte sowie 2,3 Rebounds.
Im Spieljahr 1997/98 stand er in Diensten des italienischen Erstligisten Viola Reggio Calabria. Rassloff wurde in 23 Ligaspielen eingesetzt und erreichte Mittelwerte von 1,6 Punkten sowie 1,6 Rebounds pro Begegnung. Der Innenspieler wechselte in die höchste Spielklasse Finnlands, die Korisliiga, und bestritt für die von Trainer Aaron McCarthy betreute Mannschaft Teamware ToPo Helsinki fünf Ligaspiele (2,2 Punkte/Einsatz) und zwei Partien im europäischen Vereinswettbewerb Saporta-Cup (2,5 Punkte/Spiel). Zu seinen Mannschaftskollegen in Helsinki gehörten auch André Bade und Jukka Matinen. Anfang Dezember 1998 kam es zur Trennung.